# Adiantum andicola
Adiantum andicola är en kantbräkenväxtart som beskrevs av Frederik Michael Liebmann. Adiantum andicola ingår i släktet Adiantum och familjen Pteridaceae. Inga underarter finns listade.